# ميل هولدن
ميل هولدن (بالإنجليزية: Mel Holden)‏ هو مدرب كرة قدم ولاعب كرة قدم بريطاني في مركز الهجوم، ولد في 25 أغسطس 1954 في دندي في المملكة المتحدة، وتوفي في 1981. لعب مع بريستون نورث إيند وبي إي سي زفوله ونادي بلاكبول ونادي سندرلاند.